# Křídlatec trojlistý

Popisný obrázek

Křídlatec trojlistý (Ptelea trifoliata) je opadavá listnatá dřevina, patřící do čeledi routovité (Rutaceae). Nepoužívané české synonymum je křídlatec ztenčený (Presl 1846) Kvete od května do června.

## Rozšíření
Původní v Severní a Střední Americe.

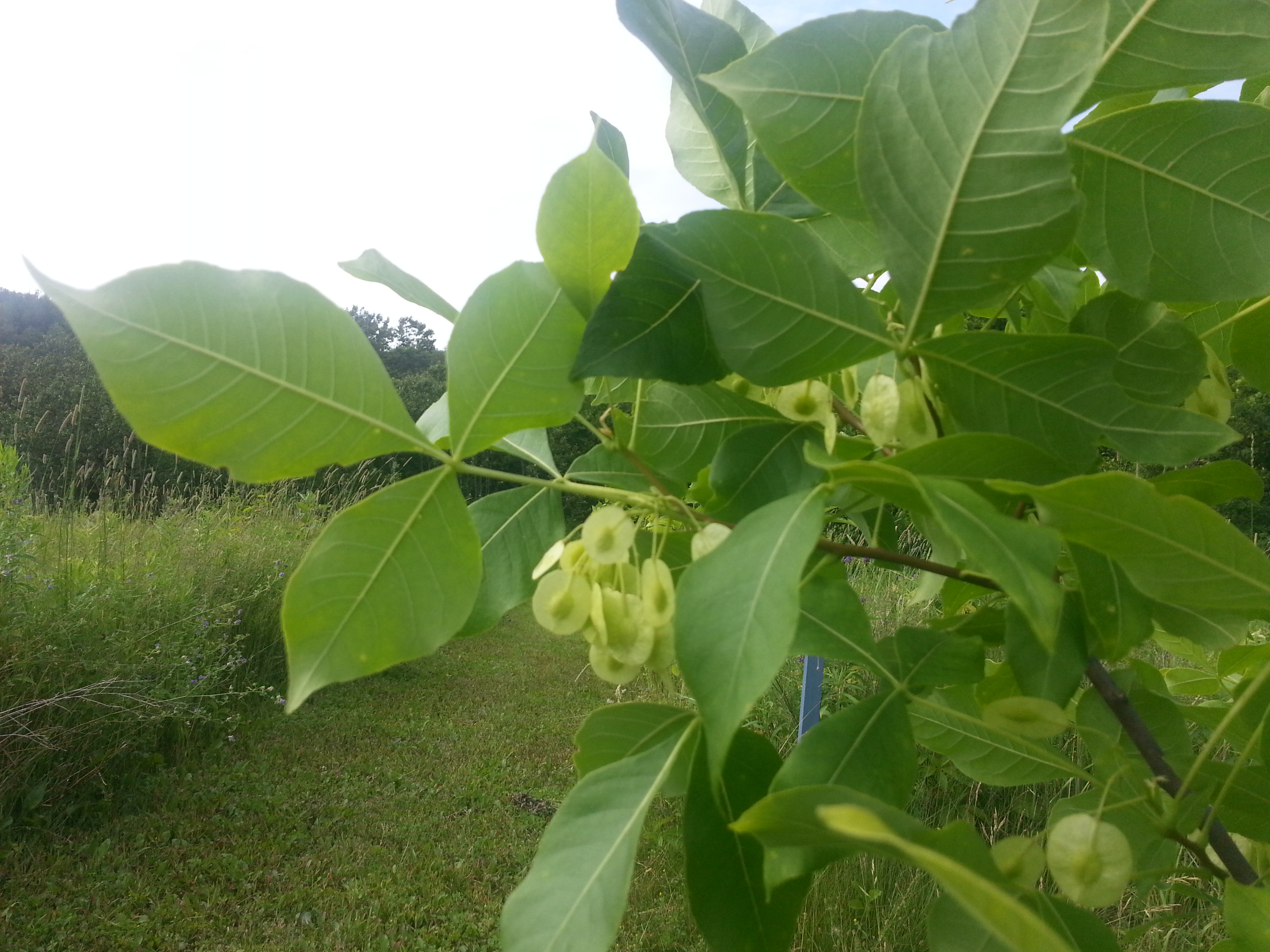
Listy a plody

## Taxonomie
Přestože je Ptelea trifoliata nejčastěji považována za druh s poddruhy či varietami v různých oblastech rozšíření, někteří botanici rozlišují více blízce příbuzných druhů:
- P. trifoliata (L.), ssp. trifoliata (Benth.); ( P. trifoliata , sensu stricto) – východní Kanada a USA[5]
  - P. trifoliata ssp. trifoliata var. mollis (Torr. a A. Gray)[4]
- P. trifoliata . (L.) ssp angustifolia (Benth.) – jižní a střední části USA[5][4]
  - P. trifoliata ssp. angustifolia (Benth.) (V. Bailey), var. angustifolia (Benth.) (ME Jones) ( P. angustifolia , P. lutescens )
- P. trifoliata . (L.) SSP polyadenia (Greene) – jih-centrální a jihozápadní USA[5][4]
- P. trifoliata (L.), SSP. pallida (Greene) – jihozápad Spojených států,[5] [4]
- P. trifoliata var. baldwinii ( P. baldwinii )

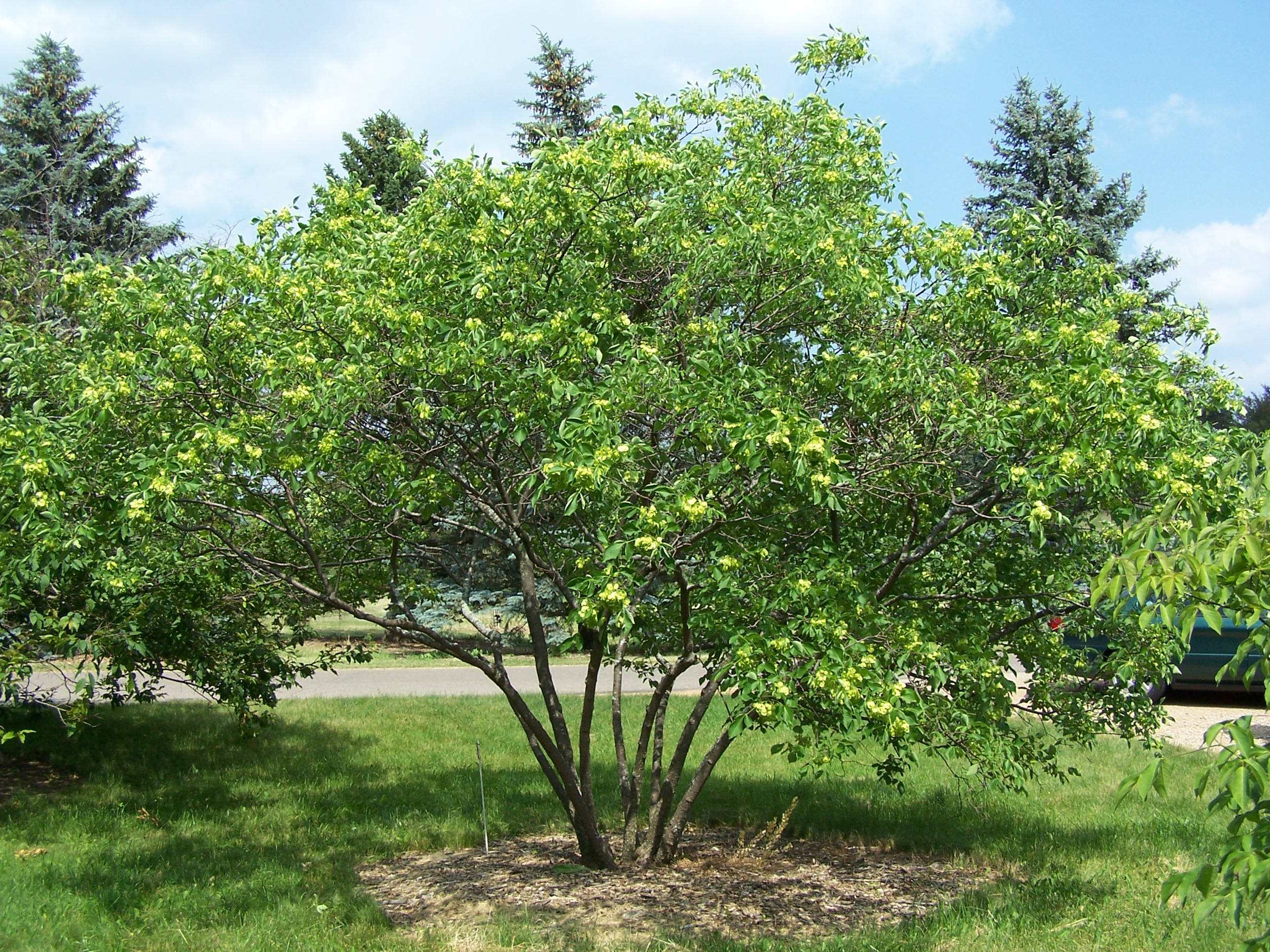
Habitus keře

## Stanoviště
Podle některých zdrojů preferuje spíše bohaté a vlhké půdy. V oblasti Mississippi (Mississippi River Valley), roste nejčastěji na skalnatých svazích jako součást podrostu. Podle jiných zdrojů ale roste v dubových lesích a prériích, v okolí vodních toků, na půdách suchých, vápenatých.

## Popis
Opadavý listnatý keř nebo strom, se širokou korunou, dorůstá až 8 m výšky a 4 m šířky. Její latex je štiplavě hořký.
Letorosty jsou štíhlé, červenohnědě nebo hnědě zbarvené s hlubokými listovými jizvami tvaru "U". Zimní pupeny jsou malé, stlačené, kulaté, světle hnědé, pokryté stříbrnými trichomy.Listy jsou střídavé, 5–18 centimetrů dlouhé, složené z tří (zřídka pěti) lístků, každý lístek 1–10 cm dlouhý, řídce pilovitý nebo celokrajný, lesklé tmavě zelený, naspodu bledší. Západní a jihozápadní formy mají menší listy (5–11 cm) než východní formy (10 do 18 cm) jako adaptaci na sušší podnebí.
Květy jsou malé, 1–2 cm v průměru, s 4–5 úzkými, zelenobílými korunními lístky. Některé vydávají nepříjemný zápach, ale jiné mají příjemnou vůni. Plodem je nažka s širokým okrouhlým lemem, 1,5–2 cm v průměru, světle hnědá, zraje v létě, uvolňuje se větrem na začátku zimy.
Borka je červenohnědá až šedohnědá s krátkými, horizontálně vedenými lenticelami (korkovými lištami), nepříjemně páchne a chutná hořce. Dřevo je žlutohnědé, těžké a tvrdé.

## Použití
Byly vyšlechtěny četné kultivary pro okrasné využití v parcích a zahradách. Kultivar 'Aurea' se žlutým olistěním byla oceněna Royal Horticultural Society 's Award Garden.
Listy křídlatce se kdysi užívaly jako prostředku pro vypuzení škrkavek a jiných cizopasných červů ze střev. Nažky přidávali podle dostupných informací sládci do chmele, aby pivo získalo lepší chuť.
Některé kmeny amerických indiánů borku používají jako koření a jako bylinný lék na různé neduhy, má posilující účinky.

## Ochrana
V USA ve státech New Jersey, New York a Pennsylvania je druh zařazen jako ohrožený.